# Whittle-Gletscher
Der Whittle-Gletscher ist ein kurzer Gletscher an der Budd-Küste des ostantarktischen Wilkeslands. Er mündet 10 km nordwestlich des Williamson-Gletschers in Form einer Gletscherzunge in die Colvocoresses Bay.
Der US-amerikanische Kartograf Gardner Dean Blodgett kartierte ihn 1955 anhand von Luftaufnahmen der Operation Highjump (1946–1947). Das Advisory Committee on Antarctic Names benannte den Gletscher 1955 nach John Samuel Whittle (1813–1850), Assistenzchirurg an Bord der Sloop USS Vincennes, Flaggschiff der United States Exploring Expedition (1838–1842) unter der Leitung des US-amerikanischen Polarforschers Charles Wilkes.